# Imago clipeata

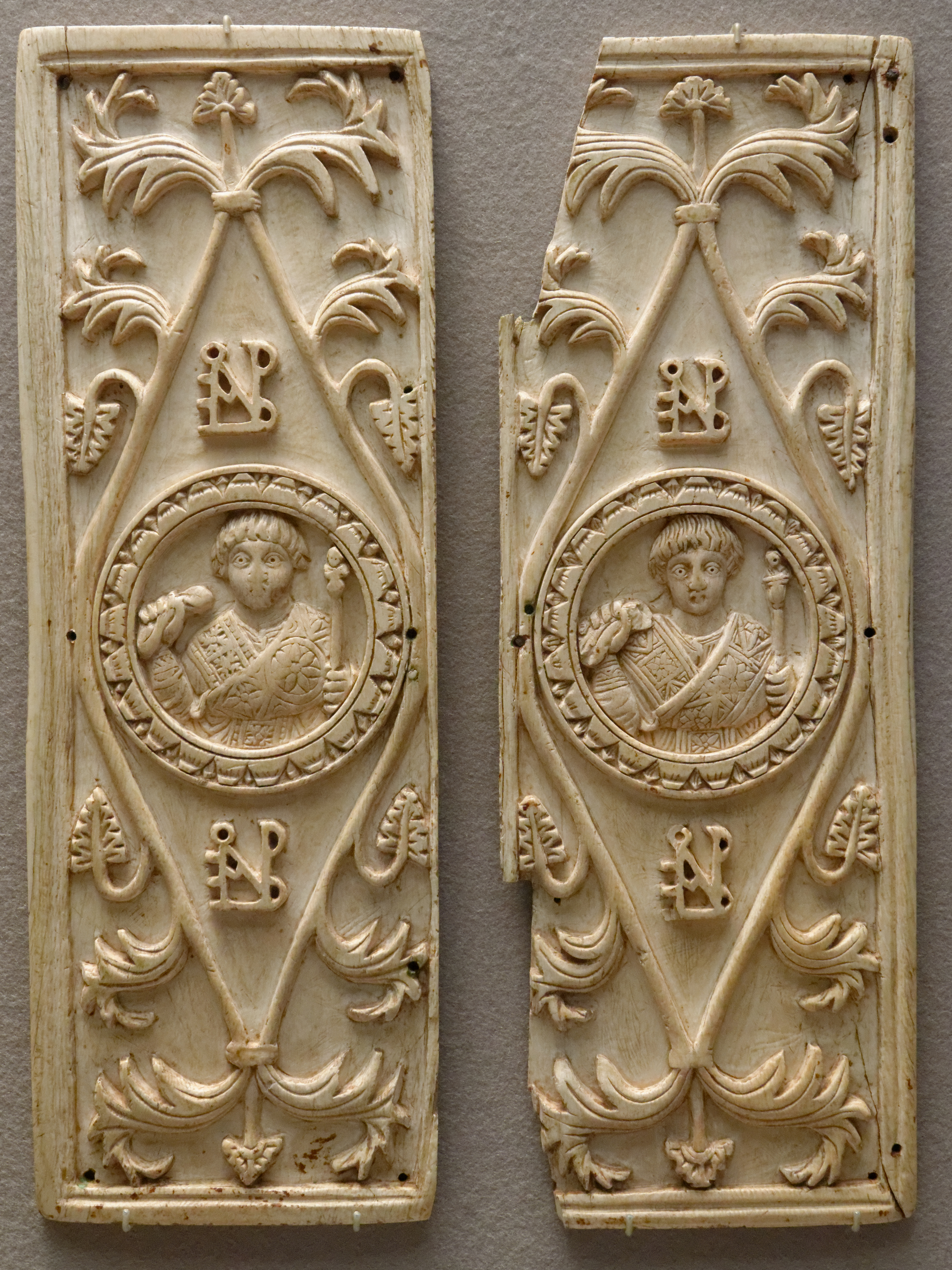
Imago clipeata en el díptico consular de Areobindus, cónsul en 506.

Imago clipeata (en plural imagines clipeatae) es la expresión latina, traducible literalmente como ‘imagen en escudo’, que designa a los retratos circunscritos en un marco circular, llamados así por su similitud con los escudos redondos (clipeus). Su uso era privilegio de las familias ricas.
Inicialmente, las maiorum imagines eran máscaras mortuorias modeladas en cera sobre el rostro de los difuntos, que se llevaban por sus parientes próximos en la procesión fúnebre. Con el tiempo, se reemplazaron por medallones.
Al igual que las máscaras, las imagines clipeata se conservaban en el atrium, dentro de armarios o de nichos, cada una de ellas acompañada de un texto que indicaba nombre, títulos y gestas (titulus y elogium). 
Este tipo de retrato se encuentra tanto en la iconografía funeraria romana y paleocristiana (por ejemplo, en los sarcófagos) como en la imaginería oficial (por ejemplo los retratos de los cónsules en los dípticos consulares). Estas imagines desempeñaron un papel importante en la historia del arte romano, desarrollando el modelo de retrato realista.
La imago clipeata prefigura el formato tondo propio del Renacimiento.